# Роберт Рук
Роберт Рук (угор. Ruck Róbert; нар. 10 грудня 1977, Сомбатгей, Угорщина) — угорський шахіст, гросмейстер від 2001 року.

## Шахова кар'єра
Неодноразово представляв Угорщину на чемпіонатах світу і Європи серед юніорів у різних вікових категоріях, найбільших успіхів досягнувши у роках: 1992 (Рімавска Собота, поділив 2-3-тє місце на чемпіонаті Європи до 16 років) і 1994 (Сегед, поділив 2-3-тє місце на чемпіонаті світу до 18 років і Ханья, поділив 2-4-те місце на чемпіонаті Європи до 18 років).
З кінця 1990-х років належить до числа провідних угорських шахістів. Між 2000 і 2006 роком чотири рази виступив на шахових олімпіадах (2002 року виграв у командному заліку срібну медаль), у 2003-2007 роках представляв національну збірну на командних чемпіонатах Європи, а в 2001 році – на командному чемпіонаті світу, на якому завоював бронзову медаль в особистому заліку на 3-й шахівниці. У 2002 році виграв у Балатонлелле титул чемпіона Угорщини (після перемоги у фіналі над Пітером Ачем), а рік по тому, на чемпіонаті країни посів 2-ге місце (позаду Золтана Алмаші).
Досягнув низки успіхів на міжнародних турнірах, зокрема, у таких містах, як: Загреб (1997, посів 1-ше місце), Будапешт (2000, поділив 1-місце разом із Золтаном Варгою), Кьосег (2000, поділив 1-місце разом з Петером Веллсом), Кладово (2001, поділив 1-ше місце разом з Александру Крішан; результати румунського гравця згодом скасовано через підозру в їх фальсифікації), Ліппштадт (2003, поділив 1-ше місце разом з Яном смітсом, Єнсом-Уве Майвальдом і Лукашем Циборовським), Бад-Верісгофен (2004, поділив 3-тє місце позаду Алоїзаса Квейніса і Володимира Бурмакіна, разом із, зокрема, Генріком Теске, Давором Пало, феліксом Левіним і В'ячеславом Ейнгорном).
Примітка: Список успіхів неповним (доповнити від 2005 року).
Найвищий рейтинг Ело в кар'єрі мав станом на 1 січня 2015 року, досягнувши 2586 очок займав тоді 11-те місце серед угорських шахістів.

## Зміни рейтингу
| На цьому місці має відображатися графік чи діаграма, однак з технічних причин його відображення наразі вимкнено. Будь ласка, не видаляйте код, який викликає це повідомлення. Розробники вже працюють для того, щоби відновити штатне функціонування цього графіка або діаграми. | |
| | На цьому місці має відображатися графік чи діаграма, однак з технічних причин його відображення наразі вимкнено. Будь ласка, не видаляйте код, який викликає це повідомлення. Розробники вже працюють для того, щоби відновити штатне функціонування цього графіка або діаграми. |